# Strenický potok
Strenický potok je pravostranný přítok řeky Jizery v okrese Mladá Boleslav ve Středočeském kraji. Délka toku činí 20,31 km. Plocha povodí měří 65,03 km².

## Variace názvu
Potok se na různých úsecích nazývá různě, podle obcí jimiž protéká. Nejčastější z těchto místních názvů je Skalský potok podle obce Skalsko, přičemž někdy se tak nazývá i celý tok. Oficiální název na dnešních mapách, přinejmenším pro úsek od Skalska dále po proudu, je však Strenický potok, podle obce Strenice, kterou potok taktéž protéká. Podobné proměny názvů podle sídel dnes panují i pro příslušné údolí, resp. důl.

## Průběh toku
Potok pramení jižně od obce Bezdědice na hranici Kokořínska a teče převážně jihovýchodním směrem až 70 metrů hlubokým a poměrně úzkým neckovitým údolím. Toto údolí rozděluje historicky i geograficky oblast Boleslavska a Mělnicka.
Pramen potoka není přesně určitelný, protože se jeho poloha v průběhu času mění. Zhruba prvních 5 kilometrů je Strenický potok občasným tokem, bývá vodný jen při jarním tání a při vydatných deštích.
Potok na svém toku napájí několik rybníků, největší z nich je Vodní nádrž Sudoměř se sypanou hrází. Další větší rybníky jsou rybník pivovaru Podkováň, Horní rybník u Dolního Cetna, dvojitý Cetenský rybník a soukromý rybník Podčejk u osady Podčejky. Mezi Strenicemi a Krnskem prochází potok kolem i skrz soukromou oboru Podčejk.
Strenický potok existuje bez větších přítoků, v různých zdrojích uváděné přítoky jsou již vyschlé. Jsou zde však krátké přítoky, resp. prameny přímo v údolí, převážně v horní části toku. Tyto přítoky jsou vesměs krátké, slabé, ale posilují horní tok potoka.
V Dolním Krnsku potok podtéká velký železniční viadukt z roku 1924. U Jizerního Vtelna potok ústí zprava do Jizery na jejím 30. říčním kilometru.

## Vodní režim
Průměrný průtok u ústí činí 0,19 m³/s.

## Historie
Dříve stávalo podél toku Strenického potoka několik vodních mlýnů, ale dnes jsou všechny již zaniklé. Jejich provoz ustal spolu s úbytkem vody v potoce, způsobeným snad zbudováním vodovodů v okolních obcích.

## Geologie
Zejména v první polovině toku od pramene po obec Kovanec jsou svahy údolí lemovány pískovcovými skalami. Můžeme zde najít mnoho zajímavých pískovcových útvarů, např. dvoupatrový skalní převis u vesnice Víska, dokonce i pseudokrasové jeskyně, např. jeskyně "Petrovina" asi 1,2 km jz. od kaple v Březovicích, pseudokrasové dutiny asi 500 m sz. od kostela v Sudoměři, nebo srdcová jeskyně cca 1 km z. od Podkováně.
Zajímavé lokality jsou v oblasti Předního a Zadního Hrádku u Skalska. Můžeme tu sledovat vertikální i horizontální přechody vápnitých a kvádrových pískovců, postupné ustupování vápenců a mnoho zajímavých pískovcových struktur jako jsou voštiny, převisy či vrstevnaté prameny. Na vrcholu Hrádku je vrcholová skalka.

## Fotogalerie

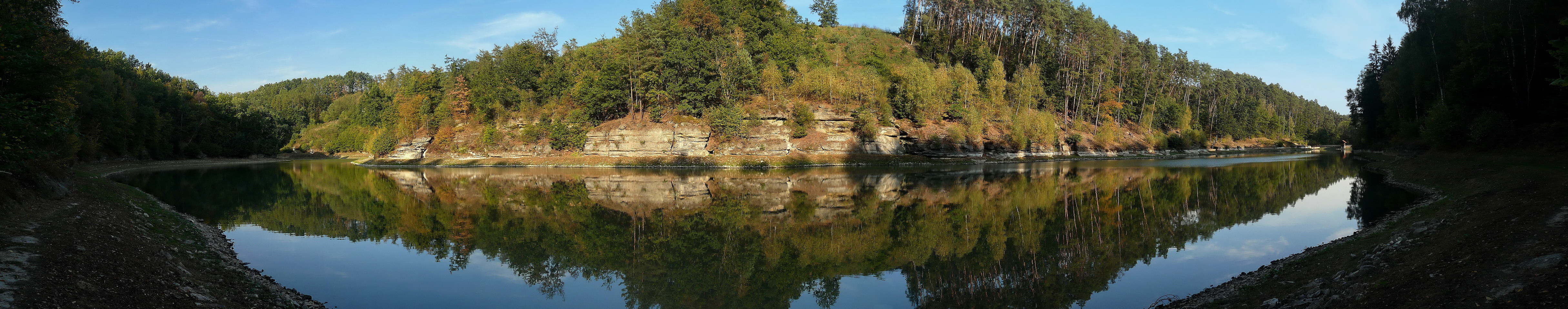
Vodní nádrž Sudoměř

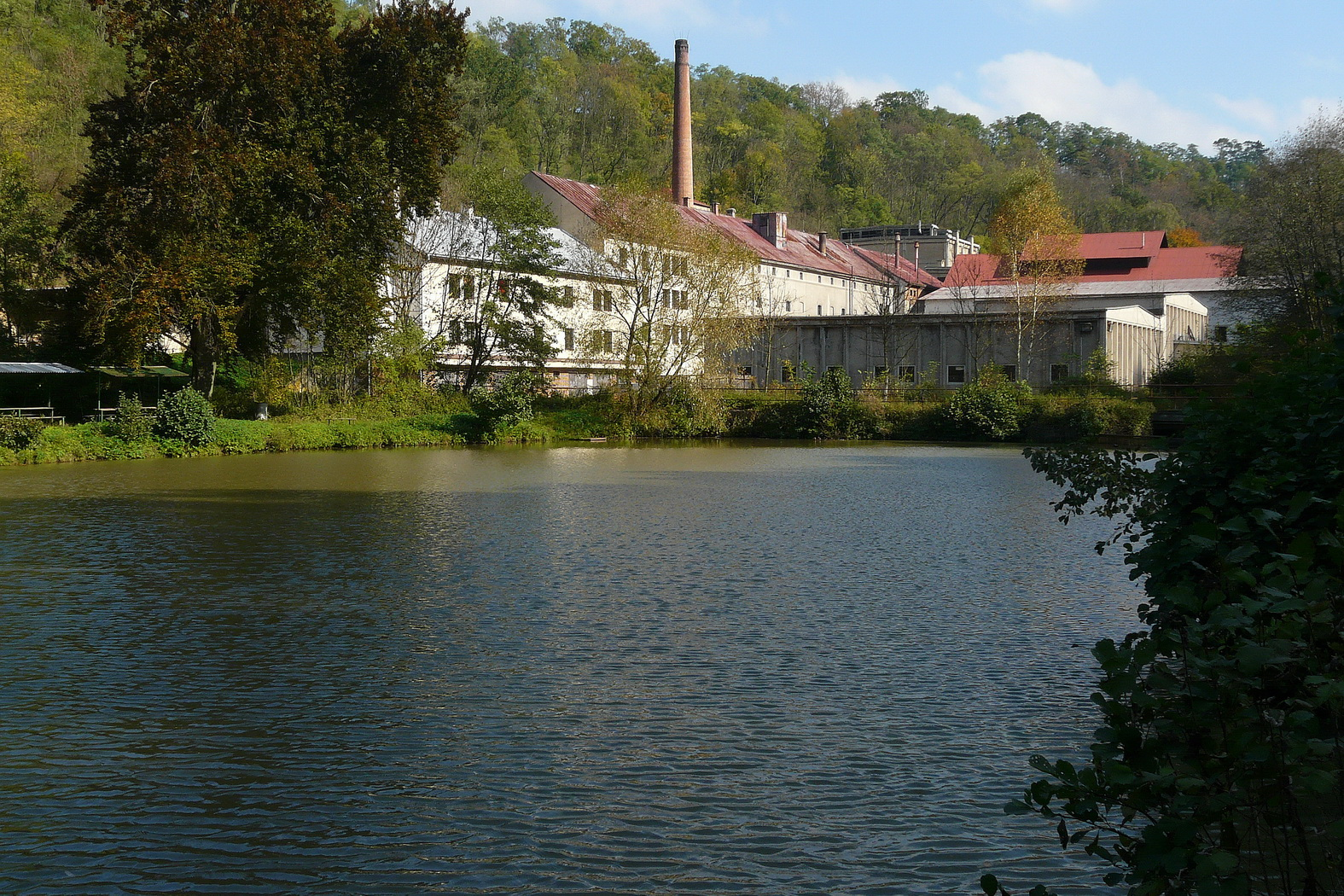
Rybník a pivovar Podkováň
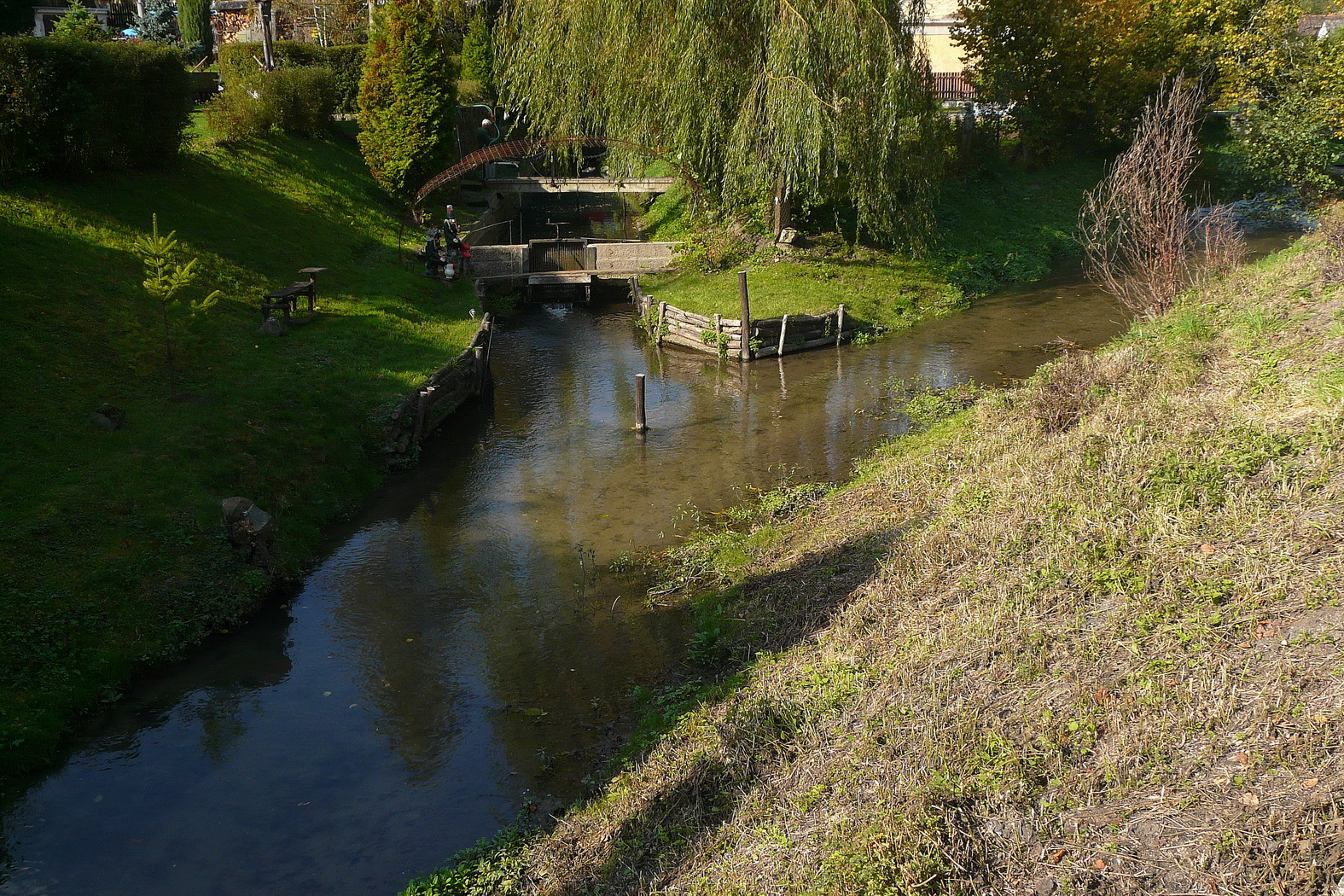
Spojení Strenického potoka s náhonem ve Strenicích
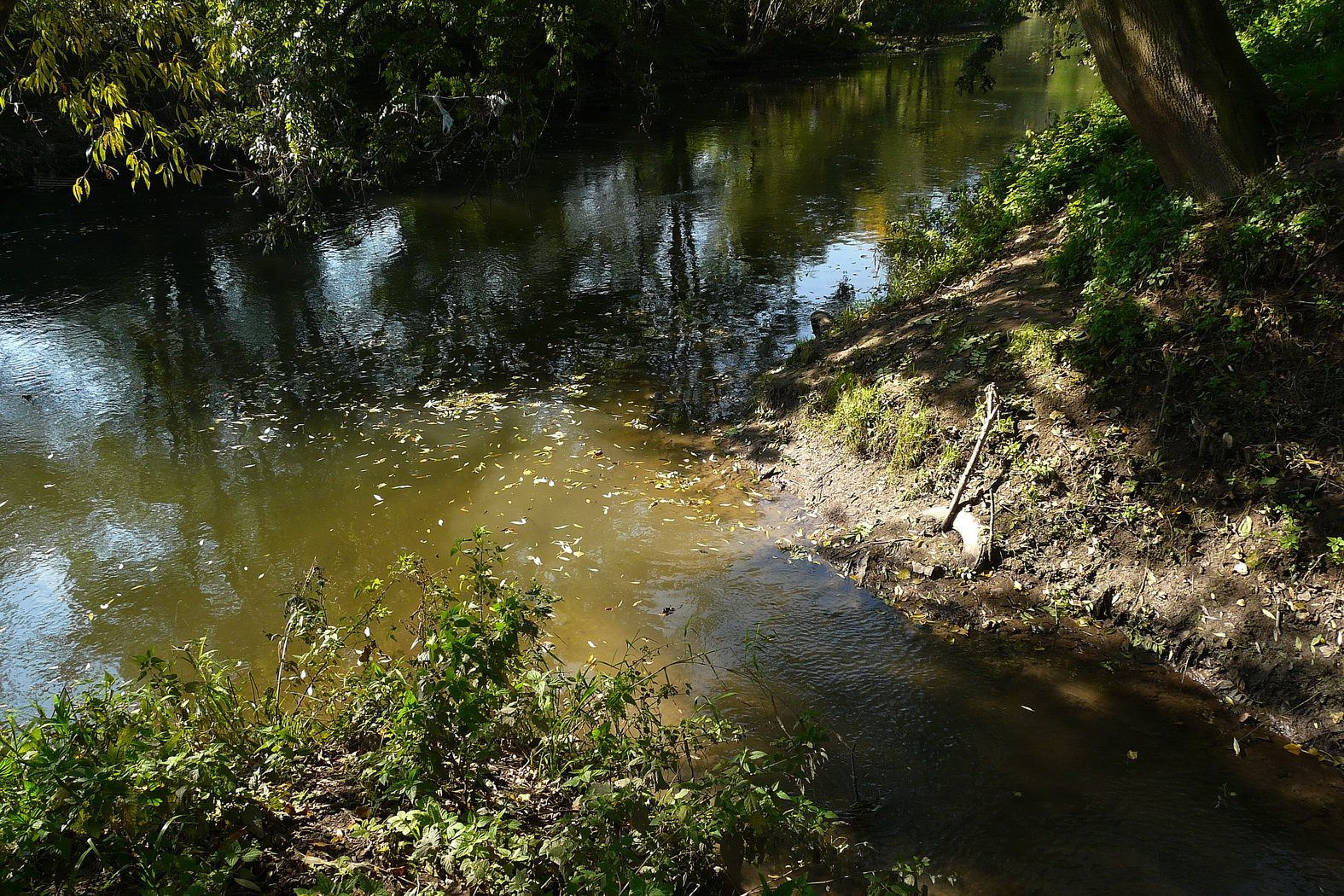
Soutok Jizery se Strenickým potokem